# 1584
1584 (MDLXXXIV) fue un año bisiesto comenzado en domingo del calendario gregoriano y un año bisiesto comenzado en miércoles del calendario juliano.

## Acontecimientos

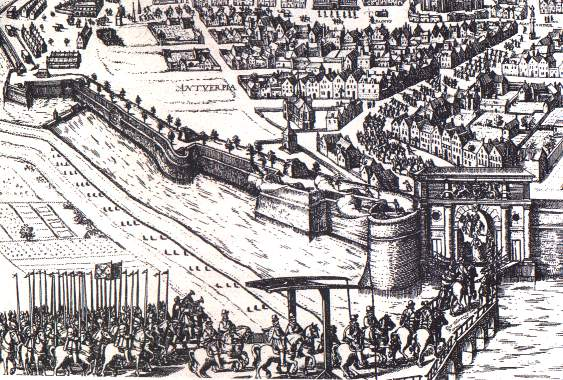
Entrada de las tropas de Alejandro Farnesio a Amberes

- 11 de marzo: Un terremoto de 6,4 sacude Suiza dejando un saldo de 320 muertos.

- 23 de marzo: dentro del estrecho de Magallanes, el español Sarmiento de Gamboa funda la aldea Ciudad de Rey Don Felipe. En los siguientes meses, sus 300 habitantes morirán de inanición.
- Julio: en Bélgica, las tropas españolas al mando de Alejandro Farnesio empiezan el sitio de Amberes que duró hasta agosto de 1585.
- 25 de septiembre: en la Ciudad de México, el arzobispo Pedro Moya de Contreras entra en funciones como sexto virrey de la Nueva España.

### Sin fecha
- Roque de Montpellier es canonizado (nombrado santo).
- En la aldea de San Salvador (actual capital de El Salvador) ―que tenía pocos cientos de habitantes― sufre el segundo de sus numerosos macrosismos (el primero fue en 1575, que la destruye totalmente. No hay registro de víctimas mortales. Diez años después, otro terremoto la destruirá por tercera vez.[1]

## Ciencia y tecnología
- Giordano Bruno: De la causa, principio e uno.

## Nacimientos
- 6 de mayo: Diego de Saavedra Fajardo, escritor, político y diplomático español (f. 1648).
- Miyamoto Musashi, escritor y espadachín japonés.

## Fallecimientos
- 18 de marzo: Iván el Terrible, zar ruso (n. 1530).
- Francisco de Anjou, duque de Alençon y de Anjou.
- Guillermo de Orange, líder del bando holandés en la guerra de Flandes.
- Carlos Borromeo, santo de la Iglesia Católica nacido en 1534.